# Complejo Deportivo Samuel Kanyon Doe
El Complejo Deportivo Samuel Kanyon Doe  (en inglés: Samuel Kanyon Doe Sports Complex)  es un estadio de usos múltiples en Paynesville, Monrovia, una localidad del país africano de Liberia, construido en 1986. Se utiliza sobre todo para los partidos de fútbol y también tiene una pista de atletismo. Posee una capacidad para recibir unos 35.000 espectadores . En septiembre de 2005 se inició un proyecto de renovación de 7,6 millones de dólares. Los trabajos en el complejo deportivo están siendo realizados por la empresa china Hunan Constructing Engineering Group Corporation, uno de los principales contratistas y empresas de diseño de China.